# Francisco Jareño y Alarcón

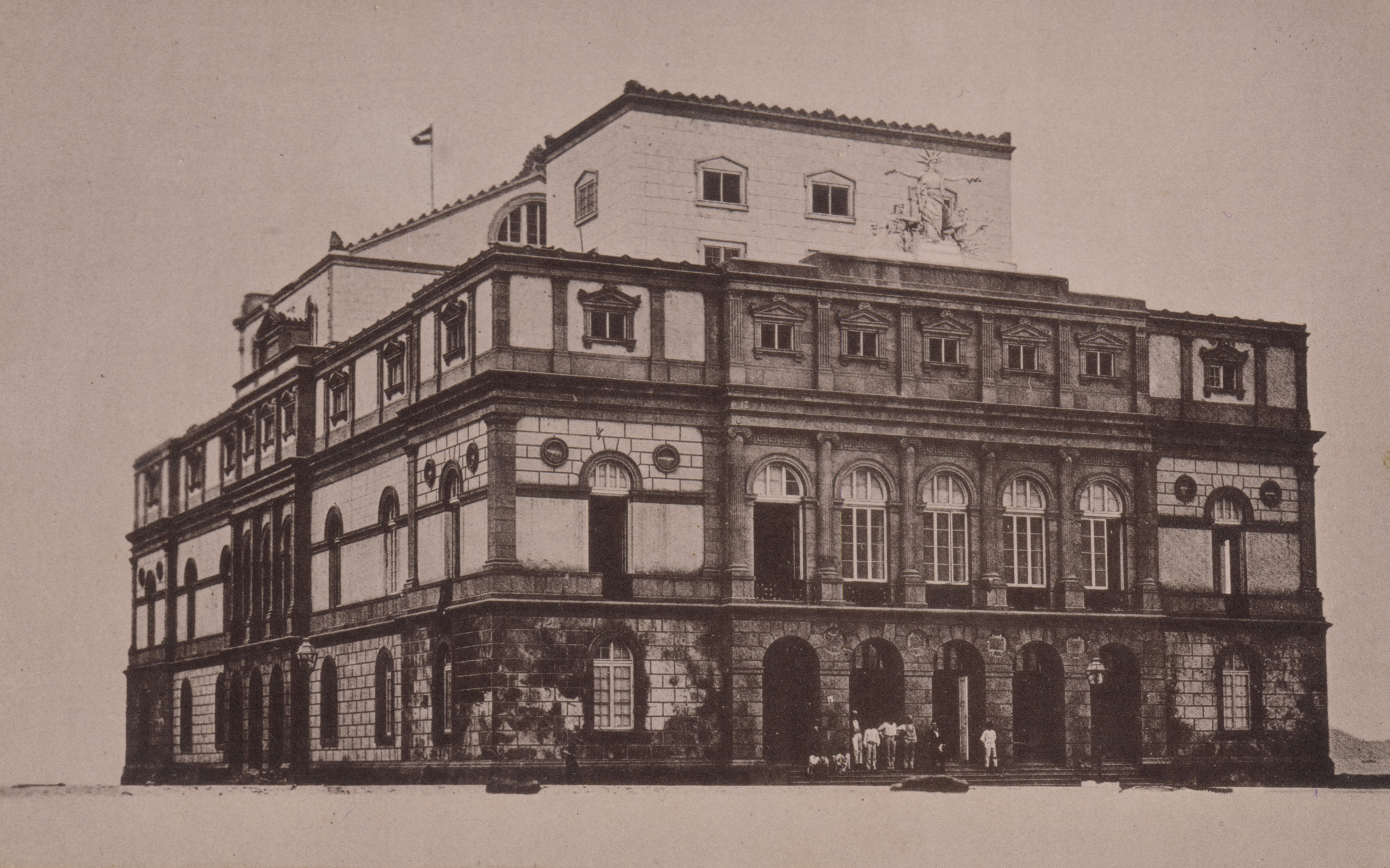
Teatre Tirso de Molina.

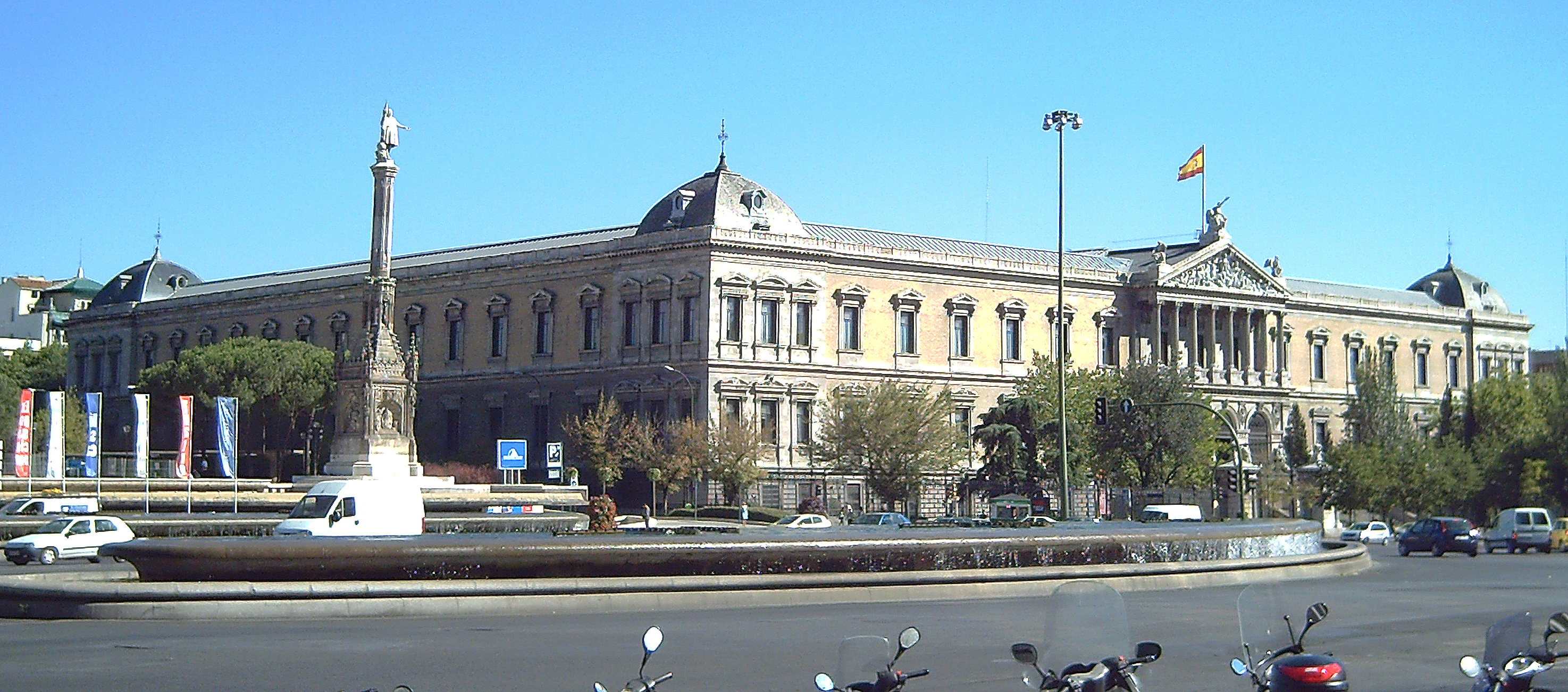
Biblioteca Nacional d'Espanya.

Francisco Jareño y Alarcón (Albacete, 24 de febrer de 1818 - Madrid, 1892) va ser un destacat arquitecte espanyol del segle xix. Format a la Reial Acadèmia de Belles Arts de Sant Ferran, va ser autor d'algun dels més notables edificis oficials del regnat d'Isabel II d'Espanya.

## Biografia
Jareño va ingressar de jove en el seminari diocesà per seguirestudis eclesiàstics, romanent en aquest lloc per espai de nou anys. El 1833 ho abandona per entrar a la Reial Acadèmia de Belles Arts de Sant Ferran de Madrid, on obté el títol el 1848, als 30 anys, després de culminar una brillant carrera acadèmica. Gràcies a una beca, Jareño té l'oportunitat sortir a l'estranger i viatjar, durant un període de quatre anys, per diversos països d'Europa, on té l'oportunitat de conèixer l'ús que en diverses ciutats europees donaven al ferro com a element arquitectònic. A la seva tornada i amb nous ajuts econòmics de l'Estat tornaria a viatjar a Anglaterra i Alemanya, tornant definitivament a Madrid l'any 1855, on seria nomena catedràtic d'Història de l'Art a la ja llavors Escola Tècnica Superior d'Arquitectura.
Dels seus primers anys d'exercici destaquen el projecte de l'Escola Central d'Agricultura d'Aranjuez de 1856, primera obra que es coneix de Jareño, així com la intervenció, en col·laboració amb Nicómedes Mendívil, en la desapareguda Casa de la Moneda d'España, aixecada en l'espai que avui ocupa la Plaça de Colom (Madrid). Entre l'any 1874 i 1875 és director de l'Escola d'Arquitectes, així com acadèmic numerari de la Reial Acadèmia de San Fernando (1867), Cavaller de la Reial i Distingit Orde Espanyol de Carles III, Gran Creu de l'Orde Civil de Maria Victòria, entre d'altres.

## Obra
- Casa de Moneda (1856 - 1861), desapareguda el 1970 per construir la Plaça de Colom (Madrid).
- Palau de Museus, Arxiu i Biblioteca Nacionals (1865 - 1868), que acull les seus del Museu Arqueològic Nacional d'Espanya i la Biblioteca Nacional d'Espanya, és considerada com l'obra de més gran envergadura projectada per Jareño.
- Institut de San Isidro (1876), ampliació i reforma de l'edifici de l'Antic Seminari de Nobles de 1679.
- L'antiga seu de l'Escola de Veterinària (1877), seu des de 1959 del Institut d'ensenyament secundari Cervantes.
- Institut d'ensenyament secundari Cardenal Cisneros (1877), primera ampliació per allotjar l'Institut a l'edifici de l'antiga Universitat Central de Madrid (1842).
- Tribunal de Comptes (Espanya) (1860), amb posteriors reformes, rectificacions i l'allarg d'un àtic sobre la cornisa original.
- Hospital del Nen Jesús (1879), encàrrec de la Duquessa de Santoña pel que va obtenir nombrosos reconeixements internacionals.
- La primera escola bressol creada a Espanya (1879), situat en la cantonada del carrer Daoíz amb la plaça del Dos de Maig, junt a la qual era l'Escola Normal de Mestres.